# Halobacterium salinarum
Halobacterium salinarum е изключително халофилен морски аеробен организъм, който въпреки името си, не е бактерия, а по-скоро член на царство археи (Archaea).

## Разпространение
Видът е открит в храни с високо съдържание на соли, като солено свинско месо, морска риба и колбаси. Способността му да оцелява при толкова високи концентрации на сол доведе до класифицирането му като екстремофил.